# Plymophiloscia ashtoni
Plymophiloscia ashtoni är en kräftdjursart som beskrevs av Albert Vandel1973. Plymophiloscia ashtoni ingår i släktet Plymophiloscia och familjen Philosciidae. Inga underarter finns listade i Catalogue of Life.